# Лінія 2 (Паризький метрополітен)
Лінія 2 (фр. Ligne 2) — друга лінія Паризького метрополітену, яка пролягає по правому берегу Сени та перетинає північну частину міста, поєднуючи західну околицю з площею Нації. Лінія стала до ладу 13 грудня 1900 року на ділянці Порт Дофін — Етуаль, що налічувала лише 3 станції. 1902 року була відкрита наступна ділянка до станції Анвер, а протягом 1903 року була подовжена спочатку до станції Рю-де-Баньоле, а потім до станції Насьйон. Лінія 2 існує у тому вигляді, якому вона і проектувалася, і жодного разу не подовжувалася.
Лінія 2 має довжину 12,4 км і налічує 25 станцій. Ділянка між станціями Барбес — Рошуар та Жорес пролягає над поверхнею землі по віадуках. Гілка сполучається з лініями 1, 3, 4, 5, 6, 7 , 7bis, 9, 11, 12, 13 метрополітену, усіма лініями RER, лініями H і K Transilien.

## Історія
- 13 грудня 1900 року — відкриття ділянки Порт Дофін — Етуаль.
- 7 жовтня 1902 — подовження гілки на схід до станції Анвер.
- 31 січня 1903 — подовження лінії на схід до станції Рю-де-Баньоле (з 1970 Александр Дюма).
- 2 квітня 1903 — подовження лінії до станції Насьйон.

## Станції

План лінії

| Назва Мовою оригіналу                              | Комуна               | Дата відкриття   | Пересадки                           | Примітки                                                                                               |
| -------------------------------------------------- | -------------------- | ---------------- | ----------------------------------- | --- |
| Порт Дофін Porte Dauphine                          | XVI                  | 13 грудня 1900   | (RER) · (C)                         | |
| Віктор Гюго Victor Hugo                            | XVI                  | 13 грудня 1900   |                                     | На честь Віктора Гюго                                                                                  |
| Шарль де Голль — Етуаль Charles de Gaulle — Etoile | VIII, XVI, XVII      | 13 грудня 1900   | (М) · (1) · (6)                     | Поєднує дві назви площі: давню — Площа Зірки й теперішню — імені генерала де Голля                     |
| Терн Ternes                                        | VIII, XVII           | 7 жовтня 1902    |                                     | В епоху Середньовіччя тут знаходилась ферма Villa Externe звідки і пішла Назва Мовою оригіналу станції |
| Курсель Courcelles                                 | VIII, XVII           | 7 жовтня 1902    |                                     | Через браму Barrière de Courselles, що була побудована в 1784 році для збору податків                  |
| Монсо Monceau                                      | VIII, XVII           | 7 жовтня 1902    |                                     | Біля парку Монсо                                                                                       |
| Вільє Villiers                                     | VIII, XVII           | 21 січня 1903    | (М) · (3)                           | |
| Ром Rome                                           | VIII, XVII           | 6 листопада 1902 |                                     | На честь Рима                                                                                          |
| Пляс де Кліші Place de Clichy                      | VIII,ІХ, XVII, XVIII | 26 жовтня 1902   | (М) · (13)                          | |
| Бланш Blanche                                      | ІХ, XVIII            | 21 жовтня 1902   |                                     | Через браму Place Blanche, що була побудована в 1784 році для збору податків                           |
| Пігаль Pigalle                                     | ІХ, XVIII            | 7 жовтня 1902    | (М) · (12)                          | На честь Жана-Батиста Пігаля                                                                           |
| Анвер Anvers                                       | ІХ, XVIII            | 7 жовтня 1902    |                                     | На честь Антверпена                                                                                    |
| Барбес — Рошуар Barbès — Rochechouart              | ІХ, Х, XVIII         | 26 березня 1903  | (М) · (4)                           | На честь Армана Барбеса і Маргарити де Рошуар                                                          |
| Ля Шапель La Chapelle                              | Х, XVIII             | 31 січня 1903    | TER Picardie                        | |
| Сталінград Stalingrad                              | Х, XIX               | 31 січня 1903    | (М) · (5) · (7)                     | На честь битви під Сталінградом                                                                        |
| Жорес Jaurès                                       | Х, XIX               | 23 лютого 1903   | (М) · (5) · (7bis)                  | Перейменована в 1914 році на честь Жана Жореса; до цього називалася «Алемань», тобто Німеччина         |
| Колонель-Фаб'ян Colonel Fabien                     | Х, XIX               | 31 січня 1903    |                                     | На честь полковника Фаб'яна                                                                            |
| Бельвіль Belleville                                | Х,ХІ, XIX, XX        | 31 січня 1903    | (М) · (11)                          | |
| Курон Couronnes                                    | ХІ, XX               | 31 січня 1903    |                                     | |
| Менільмонтан Ménilmontant                          | ХІ, XX               | 31 січня 1903    |                                     | |
| Пер-Ляшез Père Lachaise                            | ХІ, XX               | 25 лютого 1903   | (М) · (3)                           | Поблизу цвинтаря Пер-Лашез                                                                             |
| Філіп-Оґюст Philippe Auguste                       | ХІ, XX               | 31 січня 1903    |                                     | На честь короля Філіпа Августа                                                                         |
| Александр Дюма Alexandre Dumas                     | ХІ, XX               | 31 січня 1903    |                                     | На честь Олександра Дюма-батька                                                                        |
| Аврон Avron                                        | ХІ, XX               | 2 квітня 1903    |                                     | |
| Насьйон Nation                                     | ХІ, XII              | 2 квітня 1903    | (М) · (1) · (6) · (9) · (RER) · (A) | |